# Stelling van Beltrami
In de Riemann-meetkunde, een deelgebied van de wiskunde, is de stelling van Beltrami een resultaat dat vernoemd is naar de Italiaanse wiskundige Eugenio Beltrami. De stelling van Beltrami bewijst dat geodetische afbeeldingen de eigenschap van constante kromming behouden. 

## Stelling
Laat {\displaystyle (M,g)} en {\displaystyle (N,h)} twee Riemann-variëteiten zijn en {\displaystyle \varphi :M\to N} een geodetische afbeelding tussen deze twee variëteiten. Als een van beide variëteiten een constante kromming heeft, heeft ook de andere variëteit een constante kromming.